# The Philosophical Quarterly
The Philosophical Quarterly är en fackvetenskaplig tidskrift, utgiven sedan 1950. Tidskriften behandlar alla områden inom fackfilosofin, från medvetandefilosofi till etik, och utges av The Scots Philosophical Club. Nuvarande redaktör är Tim Mulgan.